# Бжеский повет (Малопольское воеводство)
Бжеский повет (пол. Powiat brzeski) — повет (район) в Польше, входит как административная единица в Малопольское воеводство. Центр повета — город Бжеско. Занимает площадь 590 км². Население — 92 983 человека (на 31 декабря 2015 года).

## Административное деление
- города: Бжеско, Чхув
- городско-сельские гмины: Гмина Бжеско, Гмина Чхув
- сельские гмины: Гмина Боженцин, Гмина Дембно, Гмина Гнойник, Гмина Ивкова, Гмина Щурова

## Демография
Население повета дано на 31 декабря 2015 года.
| Перепись            | Всего  | Мужчины | Женщины |
| ------------------- | ------ | ------- | ------- |
| Всего               | 92 983 | 46 011  | 46 972  |
| Городское население | 19 394 | 9340    | 10 054  |
| Сельское население  | 73 589 | 36 671  | 36 918  |

## Достопримечательности
- Замок в Дембно